# Elín Þorsteinsdóttir
Elín Þorsteinsdóttir (født 30. november 1996 i Reykjavik, Island) er en islandsk håndboldspiller, der spiller for Aarhus United og Islands kvindehåndboldlandshold.
Hun har tidligere spillet for de danske klubber Vendsyssel Håndbold, Ringkøbing Håndbold og EH Aalborg.